# 东楼山村
东楼山位于河北省保定市北偏西的易县，在易县的南20公里，属于尉都乡。汉族居多。多数姓王，其它多的姓有邢、李、晋、殷韩等。全村人口约3000。
始建于明朝，据说从山西迁来。因本地有四个村都叫楼山，它在最东面，得名东楼山村。
东面是台坛村、曲城徐水，西面有孔山，塘湖。北面是尉都、东霍山、南莊裴山。从保定可以从客运中心坐车，从北京可以从丽泽桥坐台坛的车。